# Agrypon striatifrons
Agrypon striatifrons är en stekelart som beskrevs av Constantineanu och Petcu 1969. Agrypon striatifrons ingår i släktet Agrypon och familjen brokparasitsteklar. Inga underarter finns listade i Catalogue of Life.